# Norbotenský špic
Norbotenský špic (švédsky: Norrbottenspets, anglicky: Nordic Spitz) je švédské psí plemeno uznané Mezinárodní kynologickou federací (FCI).

## Historie

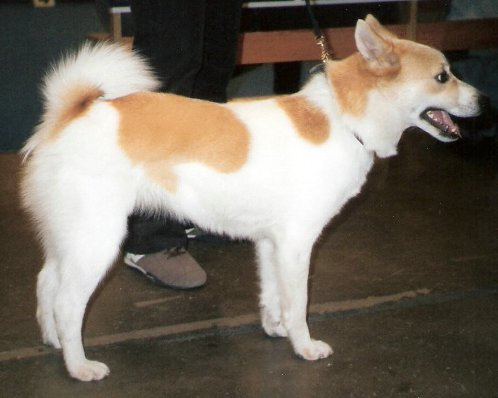

Norbotenský špic byl vyšlechtěn ve Švédsku v 17. století. V té době bylo jeho hlavním využitím lov veverek a ptáků, speciálně pak tetřívků obecných a jestřábů lesních. Jeho předci nejsou dodnes známí, ale psi podobní dnešním norbotenským špicům využívali vikingové jako krysaře nebo lovce malých zvířat. Na přelomu 19. a 20. století byli hojně využívání jako lovci kun a veverek pro kožešinu, ale jakmile jejich cena klesla, pomalu se snižovala i populace norbotenských špiců.
Roku 1910 byl uznán švédským Kennel Clubem. Během druhé světové války ale plemeno utrpělo takové ztráty, že byla roku 1948 uzavřena plemenná kniha a plemeno bylo oficiálně prohlášeno za vymřelé. Nakonec jej zachránili švédští chovatelé, kteří vytvořili chovatelský program pro norbotenské špice a našli několik posledních zbývajících jedinců s prokazatelným původem. FCI plemeno uznala roku 1966, a krátce poté v roce 1967 jej znovu uznal i švédský Kennel Club.
Oficiální používaná zkratka v Česku je NBS. V současné době (květen 2015) se v Česku nenachází žádná chovatelská stanice. Nejpočetnější je norbotenský špic ve Švédsku a Finsku.

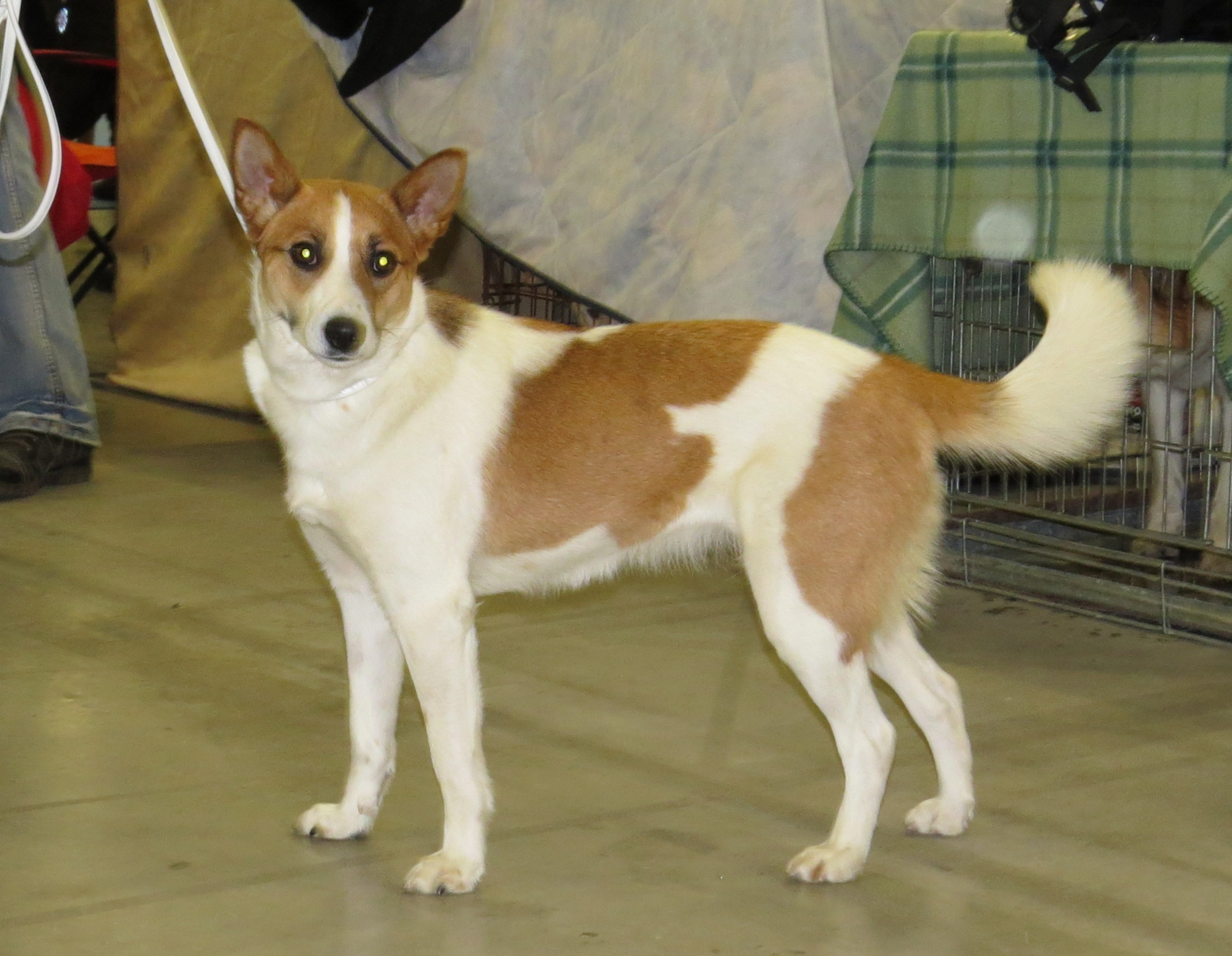

## Vzhled
Malý kvadratický pes s typickými znaky špice, kompaktně stavěný, se suchým mohutným osvalením. Pes by měl mít velmi dobrou stavbu. Výrazný pohlavní dimorfismus. Srst, která pokrývá celé tělo norbotenského špice je hustá, na dotek jemná, rovná a přiléhající k tělu. Povolené jsou všechny barvy, avšak upřednostňuje se bílý podklad s krémovými až světle hnědými znaky.
Hlava je suchá, s harmonickými proporcemi, poměr lebky a čumáku je 2:1. Dobře vyznačené nadočnicové oblouky. Uši jsou nasazeny vysoko, středně velké se zaoblenými konci. Pevně vztyčené, nekupírují se. Oči středně velké, mandlového tvaru. Dobře posazené, tmavě hnědé barvy. Stop je lehce vyznačený. Nosní houba je vždy černá. Zuby mají nůžkový skus. Krk je poměrně krátký, hustě osrstěný i osvalený. Hřbet je krátký, silný, osvalený a pružný, v kohoutku rovný, při pohledu ze strany ale spáditý. Ocas vysoko nasazený, nesen po způsobu typického špice, zahnutý nad hřbetem. Nekupíruje se a srst na něm tvoří mírný prapor. Nohy jsou středně dlouhé, dobře osvalené, zakončené kulatými tlapkami.

### Možná záměna
Norský lundehund: Norský lundehund je také švédské psí plemeno, je podobně velké a těžké a také bylo vyšlechtěno pro lov ptáků. Norský lundehund se většinou liší barvou, ale hlavně stylem nesení ocasu. Neexistují žádné zmínky o příbuznosti norského lundehunda a norbotenského špice.
Finský špic: Někteří kynologové tvrdí, že norbotenský špic je stejné plemeno jako finský špic, ovšem jinak zbarvené. Shodují se ve velikosti a stylu postupu při lovu; tiše v lese vyhledávají zvěř a jakmile ji objeví, začnou pronikavě štěkat až do příchodu psovoda.

## Povaha
Jsou to přívětiví a veselí psi. Také inteligentní, mazaní a tvrdohlaví, svoji mazanost prokazuje třeba tím, že před kořistí štěká, aby tak přehlušil přicházejícího lovce.. Energičtí, aktivní, bystří. Je klidný, rozvážný a nikdy ne agresivní. Vůči majiteli je loajální, nikoliv otrocky oddaný. Přestože byl vyšlechtěn pro lov, nemá moc vyvinuté lovecké pudy, naopak je to dobrý hlídač který hlasitě upozorní na každého kolemjdoucího. V případě ohrožení je schopný bránit majitele i jeho rodinu. Má sklony k toulání, které se dají řešit dostatečným zaměstnáním psa. S dětmi vychází poměrně dobře, i s jinými psy umí vyjít a pracovat s nimi. Se zvířaty bude vycházet jen v případě, že je k tomu veden od štěněte, pokud ne, může mít sklony pronásledovat je.

### Styl lovu
Norbotenský špic má ojedinělý styl lovu.  Používá čich, zrak i sluch podle potřeby. Jakmile zvíře vystopuje a zažene jej do kouta nebo dokud se zvíře samo nezastaví, štěká nepřetržitě až 120x za minutu, čímž se snaží přilákat lovce a současně přehlušit jeho příchod. Při zkouškách je také nutné, aby pes štěkal 100x a více za minutu, pokud je má úspěšně složit.

## Chov
Norbotenský špic vyžaduje hodně pohybu veškerého typu, od horských túr po různé psí sporty, jako je třeba agility. V případě, že bude málo zaměstnán, může se stát stereotypní nebo až agresivní. Dnes se již pro lov nevyužívá, je to spíše společenský pes. Srst je bezúdržbová, líná 2x ročně (na jaře a na podzim), v tomto období je nutné věnovat jí zvýšenou pozornost, mimo něj stačí jednou za týden pročesat. Výcvik i výchova jsou nutností, bez nich se může stát norbotenský špic naprosto nezvladatelný. K výcviku by měl psovod i pes přistupovat jako ke hře, pokud jej do něčeho budete nutit, brzy jej to přestane bavit a nebude poslouchat. Je vhodné cvičit jej stylem odměna za dobře zvládnutý povel, nikoliv trest za špatnost.
Je vhodný i do městského bytu, ale nejvíce mu vyhovuje zahrada s přístupem do domu. Pokud ale bude ve městě mít dostatek pohybu, pak to není problém. Plemeno je vcelku zdravé a nevyskytují se u něj žádné dědičné choroby. Nevyžaduje speciální výživu.